# Epic Records
Epic Records je američka diskografska kuća. Članica je Sony Music Entertainmenta. Osnovana je 1953. godine kao diskografska kuća specijalizirana za jazz glazbu.

## Povijest
Diskografska kuća Epic Records osnovana je 1953. godine od strane Columbia Recordsa kao diskografska kuća za jazz i klasiku. Tijekom 60-ih godina 20. stoljeća Epic Records počinje obuhvaćati i druge žanrove kao što su pop, rock 'n' roll, R&B i country. Uskoro su potpisali partnerski ugovor s britanskom diskografskom kućom EMI i u Epic počinju stizati britanski glazbenici kao što su Steve Vai, REO Speedwagon, ABBA, The Clash i Michael Jackson. Tijekom 80-ih i 90-ih godina Epic je napravio zvijezde od izvođača kao što su Anastacia, Jennifer Lopez, Stevie Ray Vaughan, Ozzy Osbourne, Gloria Estefan, Cyndi Lauper, Shakira i AC/DC. Epic je dio tvrtke Sony Music Entertainment. Sony je 1988. godine kupio sve diskografske kuće u vlasništvu Columbia Recordsa. BMG je 2004. kupio većinu Sonyjevih diskografskih kuća. U ožujku 2007. Columbia Records je potpisao ugovor sa Sony Music Entertainmentom Japan o vođenju Epic Recordsa. Godine 2009. Sony je imenovao Amandu Ghost za predsjednicu tvrtke.

## Vanjske poveznice
- Službena web stranica